# إدريس خالد
إدريس خالد (بالفرنسية: Driss Khalid)‏ (7 فبراير 1999 في فرنسا - ) هو لاعب كرة قدم فرنسي في مركز الهجوم. لعب مع نادي تولوز.

## وصلات خارجية
- إدريس خالد على موقع رابطة كرة القدم الفرنسية للمحترفين (الإنجليزية)
- إدريس خالد على موقع قاعدة بيانات كرة القدم.إي يو (الإنجليزية)
- إدريس خالد على موقع ليكيب (الفرنسية)
- إدريس خالد على موقع Soccerway.com (الإنجليزية)